# پیاتسا برمبانا
پیاتسا برمبانا (به ایتالیایی: Piazza Brembana) یک کومونه در ایتالیا است که در استان برگامو واقع شده‌است.

## خصوصیات
پیاتسا برمبانا ۶٫۵ کیلومترمربع مساحت و ۱٬۲۱۴ نفر جمعیت دارد و ۵۱۸ متر بالاتر از سطح دریا واقع شده‌است.